# Chairachathirat
Chairachathirat (tiếng Thái: ไชยราชาธิราช, Jaiyarājādhirāja), hay Chai, là vị Quốc vương thứ 13 của Vương quốc Ayutthaya trong lịch sử Thái Lan, trị vì trong 13 năm từ 1533 đến 1546. Triều đại của ông chứng kiến những biến đổi rất đặc biệt đối với Ayutthaya, bao gồm các cuộc chiến với Lan Na ở miền bắc, cùng sự xuất hiện của người Tây dương mà cụ thể là người Bồ Đào Nha, gồm cả đội lính đánh thuê, các thương nhân và những công nghệ chiến tranh đến từ châu Âu.

## Thân thế và việc lên ngôi
Hiện tại chưa tìm ra tìm liệu nào nói về thân phụ của vua Chairacha.  Biên niên sử Hội Phật giáo thì ghi nhận Chairacha là cháu trai (con của chị em gái) của vua Ramathibodi II - vị Quốc vương thứ 10 của Ayutthaya. Còn Biên niên sử Hoàng gia Autograph và các bản biến thể của nó chỉ nói rằng Chairacha là họ hàng của Ramathibodi II, không nêu rõ cụ thể là họ hàng gì. Van Vliet Chronicle thì nói rằng Chairacha là họ hàng xa của vua Ratsada và từng là nhiếp chính trong thời kỳ trị vì của vị ấu vương này.
Năm 1533, sau cái chết của Quốc vương Borommaracha IV, Hoàng tử Ratsada (con trai của Borommaracha IV), chỉ mới 5 tuổi đã kế vị ngai vàng Ayutthaya. Quyền lực chính phủ dưới thời Ratsada tỏ ra yếu kém. Vì thế sang năm 1534, chỉ năm tháng sau ấu vương lên ngôi, Chairacha đã đem quân bản bộ từ đất phong  của mình là thành Phitsanulok đến Ayutthaya để dàn dựng một cuộc đảo chính, giết chết ấu vương và chiếm ngai vàng Ayutthaya.
Sử gia Damrongrachanuphap đưa ra giả thuyết rằng Chairacha là Phó vương của Ayutthaya (kiêm chức Thành chủ Phitsanulok) dưới thời Borommaracha IV và Ratsada. Đó là lý do tại sao Chairacha phải mất những năm tháng để đến Ayutthaya và chiếm lấy ngai vàng. Các học giả hiện đại đã đưa ra giả thuyết rằng một lý do khác khiến Chairacha phải chờ đợi 5 tháng, là bởi vì, trước khi có thể tiến hành đảo chính, ông ta cần phải kiểm tra thái độ của từng phe phái chính trị và chờ đợi "một cơ hội tốt", bởi vì Ratsada vẫn được sự ủng hộ của một thế lực rất lớn mạnh. Người đứng đầu phe này có thể là ông ngoại của Ratsada.

## Quốc vương Ayutthaya

### Sự mở rộng của thế lực Bồ Đào Nha
13 năm trị vì của vua Chairacha (1534 – 1546) đánh dấu việc đón nhận làn sóng người ngoại quốc – đặc biệt là Bồ Đào Nha – tới Ayutthaya buôn bán, sinh sống lẫn làm việc dưới hình thức lính đánh thuê. Thông qua những kẻ nhập tịch mới này, Ayutthaya đã có thể tiếp thu phương thức chiến tranh cùng kỹ nghệ quân sự của phương Tây.
Việc thu nhận đám người Bồ cũng phát huy tác dụng tích cực vào năm 1538. Ấy là khi vua Tabinshwehti (1516 – 1550) của nước láng giềng Miến Điện đem binh tiến đánh người Môn ở Chiang Kran, nơi đang nằm dưới sự cai trị của người Xiêm. Điều này buộc vua Chairacha phải mang binh tới cứu Chiang Kran. Trong đội hình quân Ayutthaya tới Chiang Kran có sự hiện diện của khoảng 120 dân quân tình nguyện người Bồ Đào Nha rất thạo kỹ năng sử dụng súng hoả mai. Với sự hỗ trợ từ các xạ thủ người Bồ, quân Ayutthaya đã nhanh chóng đánh bại người Miến và tái chiếm Chiang Kran. Để tưởng thưởng cho công tích này, sau khi trở về Ayutthaya, vua Chairacha đã cho phép người Bồ Đào Nha xây nhà ở tại huyện Ban Din và nhà thờ Thiên chúa ở gần kênh Takhian để thực hiện việc cầu nguyện.

### Chính sách đối nội
Chairacha bổ nhiệm anh/em trai mình là Hoàng tử Thianracha (vua Maha Chakkrapat sau này) làm Đệ nhị vương - Uparaja song lại không phong cho ông ta danh hiệu Tiểu vương Sukhothai như tiền lệ của các triều trước đó. Nguyên do là vì Chairacha đang cố gắng thống nhất hai vương quốc bằng cách làm giảm quyền lực của giới quý tộc Sukhothai. Không ngoài mục đích biến Ayutthaya thành trung tâm quyền lực duy nhất, nhà vua đã triệu tập rất nhiều quý tộc Sukhothai đến sinh sống tại Ayutthaya, di chuyển họ khỏi căn cứ Phitsanulok.

### Chinh phạt Lan Na
Năm 1545, Quốc vương Ket Klao của Vương quốc phía bắc - Lan Na bị các quý tộc trong nước ám sát. Hoàng hậu của ông ta, Chiraprapha (1499 – ?) tạm thời lên nắm giữ quyền lực. Nội loạn triều đình Lan Na lập tức xảy ra tranh chấp giữa các quý tộc về vấn đề lập tân vương. Phe quý tộc Muen Hua Khian sau khi bị các phe phái khác đánh bại, phải chạy sang cầu cứu Ayutthaya, rồi mật tâu những rối loạn trong nội bộ Lan Na cho vua Chairacha biết. Nắm bắt thời cơ này, Chairacha tiến hành cuộc Bắc chinh năm 1545 nhắm thẳng vào quốc đô Chiangmai của Lan Na. Ông cho Hầu tước (Phraya) Phitsanulok lĩnh ấn tiên phong cùng 2 vạn quân đi trước, còn bản thân nhà vua trú quân tại Kamphengphet một tháng để nghe ngóng và chi viện khi cần thiết.
Biết mình đang thế yếu không thể chống Ayutthaya, Nữ hoàng Chiraprapha phải cho người tới chỗ vua Chairacha xin quy phụ và mời ông tới sống ở cung điện mùa hè dành cho vua Lan Na tại vùng núi Doi Suthep – phía tây thành Chiang Mai, và sau đó là đi đám tang cựu vương Ket Klao ở đền Wat Lok Moli. Thấy rằng Lan Na dù vừa mất vua song hoàng hậu ở goá vẫn có thể tiếp đón mình chu đáo, nên sau cùng vua Chairacha đồng ý rút quân về Ayutthaya với số cống phẩm thu được.
Tuy nhiên vừa sau khi quân Ayutthaya rút đi, Nữ hoàng Chiraprapha liền cho gọi cháu trai của bà là vua Setthathirah của Lan Xang mang quân tới ổn định tình hình Lan Na. Nếu Setthathirah nắm được ngai vàng Lan Na, thì sẽ hợp nhất Lan Xang và Lan Na dưới một quân chủ duy nhất, điều này rất nguy hiểm cho vị thế của Ayutthaya. Vì thế vua Chairacha đã quyết định xuất sư bắc phạt thêm một lần nữa.
Vào năm 1546, vua Chairacha mang đại binh gồm 40 vạn quân, 300 thuyền, 4000 voi, số cỗ xe đủ vận chuyển 200 cỗ pháo cùng 120 lính đánh thuê người Bồ đi đánh Lan Na. Dù quân Ayutthaya đã công hạ được Lamphun song vì Chiang Mai do liên quân Lan Na – Lan Xang phòng thủ khá chắc chắn nên không sao đánh nổi. Bản thân vua Chairacha cũng bị trọng thương do trúng đạn của kẻ thù, đành phải rút lui. Đại thắng lần này, liên quân Lan Na – Lan Xang bắt sống được vô số tù binh, voi, ngựa lẫn thu giữ đạn dược của quân Ayutthaya.

## Cái chết bí ẩn
Sau khi rút về Ayutthaya, do vết thương quá nặng, vua Chairacha đã băng hà ngay trong năm 1546. Theo ghi chép của ký giả Bồ Đào Nha Fernao Mendes Pinto (1509-1583) – quan khách khanh trong triều đình, thật ra nhà vua đã bị đầu độc bởi Hoàng phi Sri Sudachan – mẹ của hoàng tử Yotfa 11 tuổi. Tuy nhiên Pinto không cung cấp thông tin chi tiết làm thế nào mà Hoàng phi Sri Sudachan chẳng những chạy được tội giết vua mà còn nắm được quyền lực nhiếp chính ở triều đình dẫn đến một thời đại huy hoàng của giới phụ nữ trên chính trường Ayuthaya.
Không biết có phải cũng là do từ ghi chép của Fernao Mendes Pinto mà ra, hay là do việc vua Chairacha từng ưu ái cho phép người Bồ Đào Nha xây cất nhà thờ ở Ayutthaya; mà không ít người Bồ Đào Nha lại ghi chép rằng vua từng cải đạo theo Thiên Chúa giáo với tên thánh là Dom Joao.
Vua Chairacha không có con trai với chính cung hoàng hậu cho nên sau khi ông mất, ngai vàng truyền cho Hoàng tử Yotfa - 11 tuổi do Hoàng phi Sri Sudachan sinh ra. Vì lẽ đó nên Sri Sudachan đã được nắm quyền nhiếp chính trong khi 1 người bà con lớn tuổi của vua Chairacha là Thân vương Tien phải đi cạo đầu đi tu nhằm tránh gây ra xung đột với Thái hậu Sri Sudachan. Ngay sau đó, Sri Sudachan đã có mang với nhân tình mới là Khun Worawongsa. Hai người này đã cùng nhau mưu sát vua Yotfa, để đưa Khun Worawongsa lên nắm ngai vàng Ayutthaya. Nhưng chỉ được có 42 ngày sau, các tướng của Khun Pirenthorathep và các đại thần  đã nghỉ hưu đã cùng nhau phục kích, giết chết của Khun Worawongsa và Sri Sudachan, để đưa Hoàng thân Thianracha lên ngôi (1549). Đó là vua Maha Chakkrapat.

## Tổ tiên
| \| \| \| \| \| \| \| \| \| \| \| 8. Vua Borommaracha II của Ayutthaya \| \| \| \| \| \| \| \| \| \| \| \| \| \| \| \| \| \| \| \| \| \| \| \| \| \| \| \| \| \| \| \| \| \| \| \| \| \| \| \| \| \| \| \| \| \| \| \| \| \| \| 4. Vua Trailok của Ayutthaya \| \| \| \| \| \| \| \| \| \| \| \| \| \| \| \| \| \| \| \| \| \| \| \| \| \| \| \| \| \| \| \| \| \| \| \| \| \| \| \| \| \| \| \| \| \| \| \| \| \| \| \| \| \| \| \| \| \| \| \| \| \| \| \| \| \| \| \| \| \| \| \| \| \| \| \| \| \| \| \| \| \| \| \| \| \| \| \| \| \| \| \| \| \| \| \| \| \| \| \| \| \| \| \| \| \| \| \| \| \| \| \| \| \| \| \| \| \| \| \| 2. Vua Ramathibodi II của Ayutthaya \| \| \| \| \| \| \| \| \| \| \| \| \| \| \| \| \| \| \| \| \| \| \| \| \| \| \| \| \| \| \| \| \| \| \| \| \| \| \| \| \| \| \| \| \| \| \| \| \| \| \| \| \| \| \| \| \| \| \| \| \| \| \| \| \| \| \| \| \| \| \| \| \| \| \| \| \| \| \| \| \| \| \| \| \| \| \| \| \| \| \| \| \| \| \| \| \| \| \| \| \| \| \| \| \| \| \| \| \| \| \| \| \| \| \| \| \| \| \| \| \| \| \| \| \| \| \| \| \| \| \| \| \| \| \| \| \| \| \| \| \| \| \| \| \| \| \| \| \| \| \| \| \| \| \| \| \| \| \| \| \| \| \| \| \| \| \| \| \| \| \| \| \| \| \| \| \| \| \| \| \| \| \| \| \| \| \| \| \| \| \| \| \| \| \| \| \| \| \| \| \| \| \| \| \| \| \| \| \| \| \| \| \| \| \| \| \| \| \| \| \| \| \| \| \| \| \| \| \| \| \| \| \| \| \| \| \| \| \| \| 1. Vua Chairacha của Ayutthaya \| \| \| \| \| \| \| \| \| \| \| \| \| \| \| \| \| \| \| \| \| \| \| \| \| \| \| \| \| \| \| \| \| \| \| \| \| \| \| \| \| \| \| |                                     |  |  |  |  |  |  |  |  |                                      |  |  |  |
| |                                     |  |  |  |  |  |  |  |  | 8. Vua Borommaracha II của Ayutthaya |  |  |  |
| |                                     |  |  |  |  |  |  |  |  |                                      |  |  |  |
| |                                     |  |  |  |  |  |  |  |  |                                      |  |  |  |
| |                                     |  |  |  |  |  |  |  |  |                                      |  |  |  |
| | 4. Vua Trailok của Ayutthaya        |  |  |  |  |  |  |  |  |                                      |  |  |  |
| |                                     |  |  |  |  |  |  |  |  |                                      |  |  |  |
| |                                     |  |  |  |  |  |  |  |  |                                      |  |  |  |
| |                                     |  |  |  |  |  |  |  |  |                                      |  |  |  |
| |                                     |  |  |  |  |  |  |  |  |                                      |  |  |  |
| |                                     |  |  |  |  |  |  |  |  |                                      |  |  |  |
| |                                     |  |  |  |  |  |  |  |  |                                      |  |  |  |
| |                                     |  |  |  |  |  |  |  |  |                                      |  |  |  |
| | 2. Vua Ramathibodi II của Ayutthaya |  |  |  |  |  |  |  |  |                                      |  |  |  |
| |                                     |  |  |  |  |  |  |  |  |                                      |  |  |  |
| |                                     |  |  |  |  |  |  |  |  |                                      |  |  |  |
| |                                     |  |  |  |  |  |  |  |  |                                      |  |  |  |
| |                                     |  |  |  |  |  |  |  |  |                                      |  |  |  |
| |                                     |  |  |  |  |  |  |  |  |                                      |  |  |  |
| |                                     |  |  |  |  |  |  |  |  |                                      |  |  |  |
| |                                     |  |  |  |  |  |  |  |  |                                      |  |  |  |
| |                                     |  |  |  |  |  |  |  |  |                                      |  |  |  |
| |                                     |  |  |  |  |  |  |  |  |                                      |  |  |  |
| |                                     |  |  |  |  |  |  |  |  |                                      |  |  |  |
| |                                     |  |  |  |  |  |  |  |  |                                      |  |  |  |
| |                                     |  |  |  |  |  |  |  |  |                                      |  |  |  |
| |                                     |  |  |  |  |  |  |  |  |                                      |  |  |  |
| |                                     |  |  |  |  |  |  |  |  |                                      |  |  |  |
| |                                     |  |  |  |  |  |  |  |  |                                      |  |  |  |
| | 1. Vua Chairacha của Ayutthaya      |  |  |  |  |  |  |  |  |                                      |  |  |  |
| |                                     |  |  |  |  |  |  |  |  |                                      |  |  |  |
| |                                     |  |  |  |  |  |  |  |  |                                      |  |  |  |